# Fédération Calédonienne de Football
Die Fédération Calédonienne de Football ist der Fußballverband der französischen Überseegebietes Neukaledonien. Er ist Vollmitglied der FIFA sowie des ozeanischen Kontinentalverbandes Oceania Football Confederation (OFC). Der Verband wurde 1928 gegründet und zählt zu den ältesten der OFC.
Zugleich ist er ein Regionalverband des französischen Fußballverbands FFF.
Seit 1999 war man assoziiertes Mitglied der OFC, 2004 wurde man vollwertiges Mitglied.

## Wettbewerbe
Unter den Verbandsmitgliedervereinen wird jährlich ein nationaler Pokalwettbewerb ausgetragen, die Coupe de Nouvelle-Calédonie de football.